# بوم دسپاچو (میناس گرایس)
بوم دسپاچو (به پرتغالی: Bom Despacho) یک منطقهٔ مسکونی در برزیل است که در میناز ژرایس واقع شده‌است. بوم دسپاچو ۱٬۲۱۳٫۲۰۲ کیلومتر مربع مساحت و ۵۱٬۰۲۸ نفر جمعیت دارد و ۷۶۸ متر بالاتر از سطح دریا واقع شده‌است.